# Aeroportul Loreto
Aeroportul Loreto (IATA: LTO, ICAO: MMLT) este un aeroport din Loreto⁠(d), Baja California Sur, Mexic ce deservește zona Loreto⁠(d). Aeroportul a fost tranzitat în 2023 de 169.228 de pasageri. A fost numit după zona deservită.
Situat la o altitudine de 10 m, aeroportul dispune de o singură pistă. Este operat de Aeropuertos y Servicios Auxiliares⁠(d).